# Europa (himno)
Europa (en albanés: Evropa; en serbio: Европа o Evropa) es el nombre del himno nacional de la República de Kosovo, aprobado por el parlamento el 11 de junio de 2008. El himno, cuyo autor es el compositor Mehdi Mendiqi, fue aprobado en una sesión ceremonial del Parlamento tras ganar Mendiqi un concurso en cuyas bases se establecía que el tema musical no podía hacer referencia a la cultura de ninguna de las etnias de Kosovo, por ese motivo carece de una letra.